# Prezent na święta
Prezent na święta (ang. Finding John Christmas) – amerykański film familijny z 2003 roku w reżyserii Andy’ego Wolka.
Zdjęcia do filmu nagrywano w Nowej Szkocji w Kanadzie. Film przedstawia scenę spłonięcia szkoły Our Lady of the Angels School, która wydarzyła się 1958 roku w Chicago w stanie Illinois.

## Fabuła
Zbliża się Boże Narodzenie i w Bay City panuje bożonarodzeniowa atmosfera. Fotograf Noah Greeley robi zdjęcie starszego pana i mężczyzny z psem. Po opublikowaniu fotografii w lokalnej gazecie okazuje się, że staruszek zniknął. Natomiast w tajemniczym męźczyźnie, nazwanym John Christmas, pielęgniarka Kathleen McAllister (Valerie Bertinelli) rozpoznaje zaginionego dwadzieścia pięć lat temu brata strażaka. Z pomocą Noah kobieta pragnie odnaleźć Hanka. Wspiera ich Max (Peter Falk), który podaje się za bożonarodzeniowego anioła.

## Obsada
- Valerie Bertinelli jako Kathleen McAllister
- David Cubitt jako Noah Greeley
- Peter Falk jako Max
- William Russ jako Hank McAllister
- Jeremy Akerman jako Antonovitch
- David Calderisi jako doktor Merkatz
- Patricia Gage jako Eleanor McAllister
- Michael Hirschbach jako doktor Flynn
- Jennifer Pisana jako Soccoro Greeley
- Maria Ricossa jako Marcy Bernard